# Phaenocytus
Phaenocytus is een geslacht van vliesvleugeligen uit de familie Pteromalidae. De wetenschappelijke naam van dit geslacht is voor het eerst geldig gepubliceerd in 1969 door Graham.

## Soorten
Het geslacht Phaenocytus is monotypisch en omvat slechts de volgende soort:
- Phaenocytus glechomae (Förster, 1841)